# Tiszaigar
Tiszaigar es un pueblo ubicado en el distrito de Tiszafüred, condado de Jász-Nagykun-Szolnok, Hungría.

## Superficie
Posee una superficie de 34,04 kilómetros cuadrados.

## Demografía
Hasta 2022 la población era de 732 habitantes, con una densidad de población de 21,50 habitantes por kilómetro cuadrado.